# Sorhoanus pratensis
Sorhoanus pratensis är en insektsart som beskrevs av Alexander Fyodorovich Emeljanov 1964. Sorhoanus pratensis ingår i släktet Sorhoanus och familjen dvärgstritar. Inga underarter finns listade i Catalogue of Life.